# Ала (род)

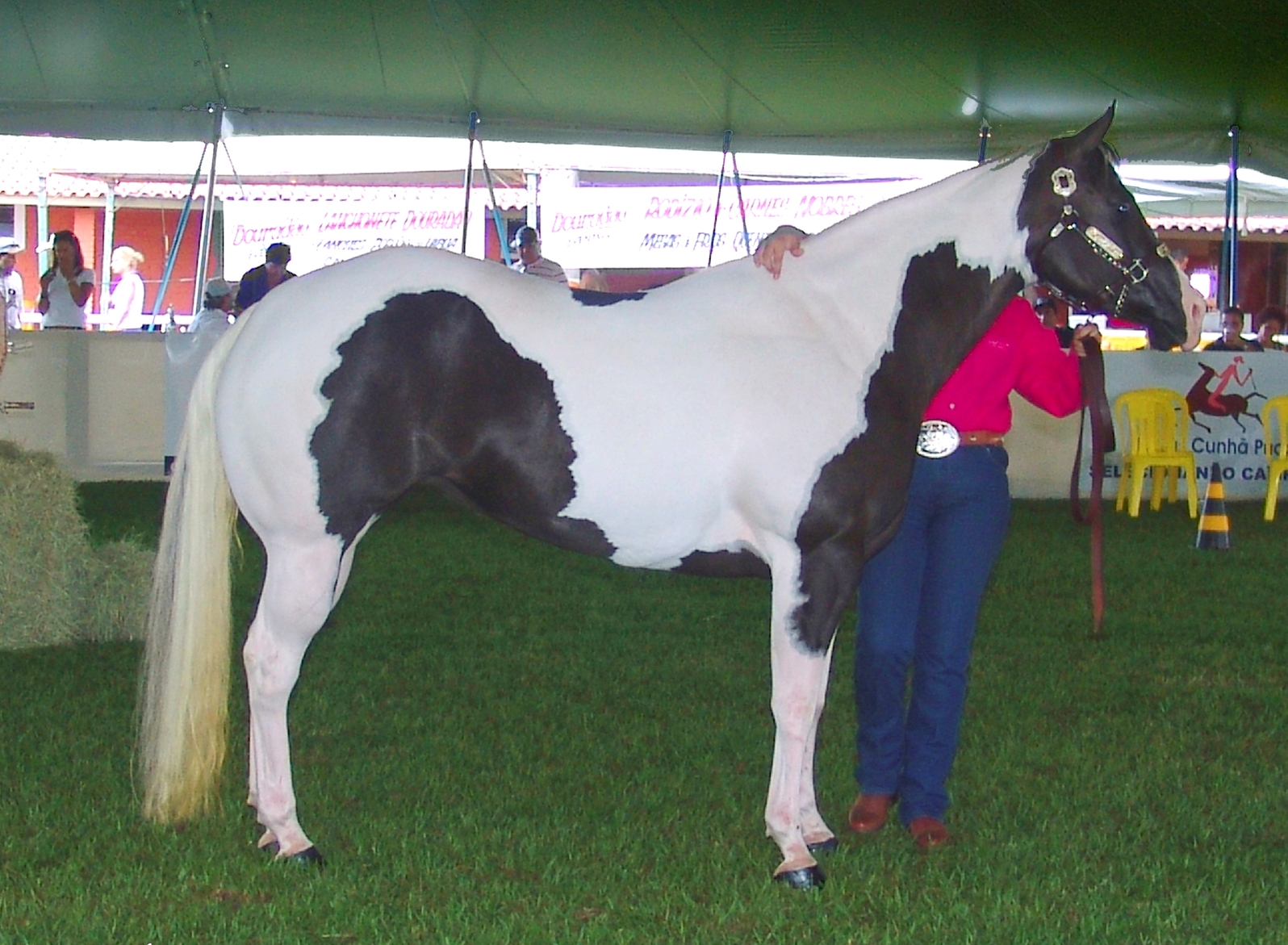
Пегая лошадь типа тобиано.

Ала (ала, хала, алый) — родовое подразделение (ара) в составе башкир. 
Обозначает цвет — пегий, связан с почитанием тотема боевого коня.

## О почитании пегих коней древними тюрками
Танский географ Ли Цзифу сообщает: « [Тюрки] пегого [коня] называют хэ-лань». Прототюркская форма HALAN проанализирована в ряде работ, она соответствует позднему тюркскому слову — ала «пёстрый», «пегий». В другом месте своего труда Ду Ю замечает: «Пегих лошадей тюрки называют хэ-ла» (< HAT-LAT < *HALAT~ALAT~*ALA-АТ «пегая лошадь»).
Анализ известий о вариантах транскрипции термина ала произведён в работе А. Г. Малявкина. К числу их он относит, например, хэ-ла (< HÂ-LÂP), которая в действительности отражает социально-ранговый термин am «герой», «геройский» в составе титула басмылского предводителя Хэла-пицзя-кэхань (Алп-бильге-каган).
Известное ещё с IV столетия прототюркское слово «HALAN» сохранялось в этой архаичной форме и в период каганатов в качестве нарицательного обозначения боевого коня вообще.

## О почитании коня древними башкирами
В башкирских эпических произведениях, есть много стихотворений, посвященных коню. К примеру об Акбузате:
На спине его лежит седло…

А к луке того седла

Привешен меч, острый, как алмаз;

Золотые удила в узде;

Уши, словно шило, навострил,

Грива расчесана, как у девушки,

волосок к волоску,

Ноздри — словно башкунак,

Зубы — как дольки чеснока,

Грудь — как у кречета, узок в боках,

Ноги тонкие легки,

Медью отливают, как у зайца, глаза,

Двойная макушка, челюсть узка.

Шея — длиной в колас,

Дикий, орлиный взгляд…

Уши, как ножницы, торчат…

По сторонам беспокойно косит;

Словно хваткий волк,

Глазом влажным сверкает;

В ярости жует удила,

Пена падает с губ;

Поскачет — птицей взлетит.

Облако пыли оставляя за собой.